# Hielprik

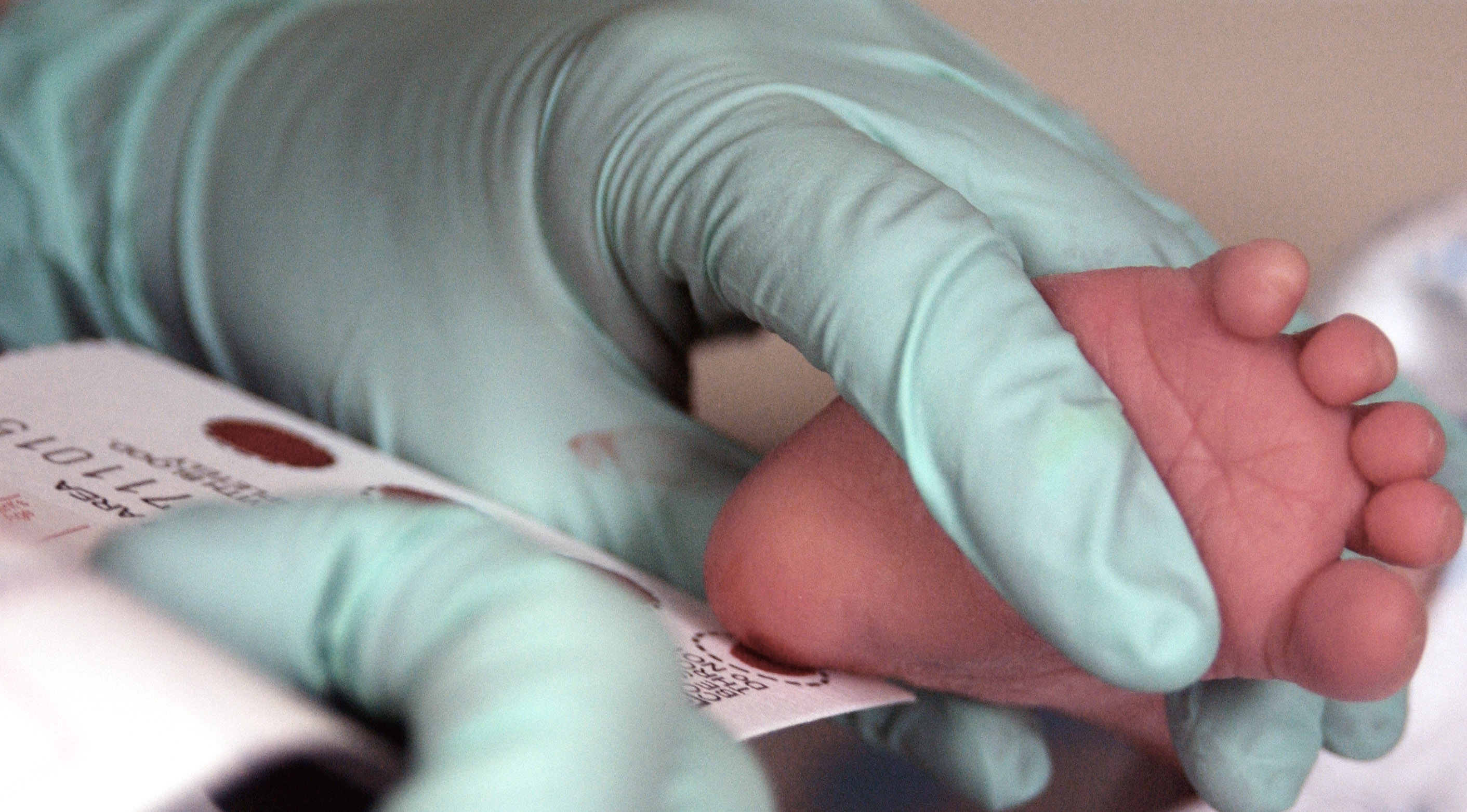
Enkele druppels bloed worden met een papiertje opgezogen na het prikken van de hiel van de baby voor testen op fenylketonurie

De hielprik of guthrie-test is een screeningstest die onder andere in België en Nederland gebruikt wordt om elke pasgeborene te testen op onder andere fenylketonurie (PKU). De test werd ontwikkeld door Robert Guthrie in Amerika. In Nederland heet de test officieel "neonatale screening pasgeborenen". Het programma in Nederland is succesvol, meer dan 99% van alle ouders van pasgeborenen deed er in 2005 aan mee. In Vlaanderen wordt aangeraden om in de hand in plaats van in de hiel te prikken omdat dat minder pijnlijk zou zijn.

## Geschiedenis
Fenylketonurie was een van de eerste herkende ziekten van het metabolisme bij pasgeborenen. In de Europese bevolking betreft dit ongeveer 1 op de 18.000 pasgeborenen. In 1934 ontdekte Følling dat het beperken van fenylalanine in het dieet neurologische functie van kinderen met PKU kon verbeteren. Binnen een paar jaar stelde men vast dat een dieet laag in proteïne van kleutertijd de geestelijke vertraging kon verhinderen. Helaas werd PKU vaak niet vroegtijdig ontdekt waardoor significante hersenschade niet kon worden voorkomen. De toenmalige ijzerchloridetest was onbetrouwbaar bij pasgeborenen en zelfs in de jaren 50 was er geen betrouwbare, praktische methode voor grootschalig onderzoek en opsporing van deze ziekte.
Robert Guthrie, bacterioloog en arts bij een vrouwen- en kinderziekenhuis in New York heeft in 1963 de initiële versie van de hielpriktest uitgewerkt. Binnen tien jaar werd de screeningstest in het grootste deel van de Verenigde Staten en in veel andere landen uitgevoerd.

## Theorie en methode
Door middel van een prik in de onderkant of zijkant (nooit achterkant) van de hiel worden er enkele bloeddruppels verzameld op een speciaal daarvoor bestemd vloeipapier. Het vloeipapier wordt vervolgens naar een laboratorium verstuurd waar het onderzoek wordt uitgevoerd. In Nederland wordt de neonatale screening door vijf regionale laboratoria uitgevoerd. In Vlaanderen worden alle stalen verzonden naar het Provinciaal Centrum voor opsporing van metabole aandoeningen (PCMA vzw) of naar het Vlaams Centrum Brussel voor opsporing van aangeboren metabole aandoeningen (VCBMA) Universitair Ziekenhuis Brussel in Jette. Er worden diverse tests gedaan om bepaalde ziekten op te sporen.
De hielprik wordt in de meeste gevallen uitgevoerd als de pasgeborene 4-10 dagen oud is. Het gaat om ziekten die kunnen worden behandeld als ze vroeg zijn opgespoord. Het zijn zeldzame aandoeningen, maar snelle opsporing is van groot belang om schade aan de lichamelijke en geestelijke ontwikkeling te voorkomen of te beperken.

## Aandoeningen
Deze aandoeningen worden opgespoord in het hielprikbloed:
Dit overzicht is mogelijk incompleet; u kunt helpen door het uit te breiden.
| aandoening                                                              | Nederland                   | Vlaanderen                  |
| ----------------------------------------------------------------------- | --------------------------- | --------------------------- |
| PKU (fenylketonurie of hyperfenylalaninemie) -> meting van fenylalanine | Ja (klassieke guthrie-test) | Ja (klassieke guthrie-test) |
| CHT (congenitale hypothyreoïdie) -> meting van thyroxine.               | Ja (klassieke guthrie-test) | Ja (klassieke guthrie-test) |
| AGS (adrenogenitaal syndroom of congenitale bijnierschorshyperplasie).  | Ja (klassieke guthrie-test) | Ja (klassieke guthrie-test) |
| biotinidasedeficiëntie                                                  | Ja                          | Ja                          |
| glutaaracidurie type 1 of glutaaracidemie                               | Ja                          | Ja                          |
| isovaleriaanacidemie                                                    | Ja                          | Ja                          |
| maple syrup urine disease                                               | Ja                          | Ja                          |
| Medium chain acyl co-enzym-A dehydrogenase-deficiëntie (MCAD)           | Ja                          | Ja                          |
| Very-long-chain-acyl-co-enzym-A-dehydrogenase-deficiëntie               | Ja                          | Nee                         |
| multiple-acyl-CoA-dehydrogenase-deficiëntie                             | Nee                         | Ja                          |
| homocystinurie                                                          | Nee (in 2016 beëindigd)     | Nee                         |
| galactosemie                                                            | Ja                          | Nee                         |
| HMG-CoA-lyase-deficiëntie                                               | Ja                          | Nee                         |
| holocarboxylasesynthase-deficiëntie                                     | Ja                          | Nee                         |
| long-chain-hydroxyacyl-CoA-dehydrogenase-deficiëntie                    | Ja                          | Nee                         |
| 3-methylcronotyl-CoA-carboxylase-deficiëntie                            | Ja                          | Nee                         |
| sikkelcelziekte                                                         | Ja                          | Nee                         |
| cystische fibrose (taaislijmziekte)                                     | Ja                          | Ja (sinds 2019)             |
| propionacidemie                                                         | Nee                         | Ja                          |
| methylmalonacidemie                                                     | Ja (sinds 2019)             | Ja                          |
| alfa- en bètathalassemie                                                | Ja (sinds 2017)             | Nee                         |

### België
In België wordt de hielprik sinds 1968 systematisch en gratis toegepast bij alle pasgeborenen. Sinds de defederalisering van België ligt de bevoegdheid bij de gewesten. In totaal wordt in Vlaanderen op twaalf aandoeningen getest. In de Franse gemeenschap 13 aandoeningen en in de Vlaamse gemeenschap 11.

### Nederland
De hielprik is in Nederland in 1974 ingevoerd. Sinds 2007 worden veertien extra aandoeningen meegenomen. In 2007 werden hiermee 120 zieke kinderen extra opgespoord, op een totaal van 200. De deelnamegraad aan de test was 99,75%. De screening op taaislijmziekte is per 2011 toegevoegd aan het programma. Sinds januari 2017 wordt op alfa- en bètathalassemie getest en vanaf 2018 zijn gefaseerd 12 nieuwe ziektes aan de test toegevoegd.
Er wordt soms gesuggereerd dat met het hielprik-bloed ook het DNA van baby's opgeslagen wordt. Dit is echter volgens het RIVM niet het geval.